# Avinoe Malkenoe
Avinoe Malkenoe (Hebreeuws: אָבִינוּ מַלְכֵּנוּ, onze Vader, onze Koning) is een Joods gebed dat onderdeel uitmaakt van de synagoge-liturgie van de Joodse feestdagen Rosj Hasjana (Joods Nieuwjaar) en Jom Kipoer (Grote Verzoendag).
Joseph H. Hertz (gestorven in 1946), opperrabbijn van het Britse Rijk, omschreef Avinoe Malkenoe als "het oudste en meest emotionele gebed van het gehele Joodse jaar". Het maakt gebruik van twee metaforen van G'd die elk apart in de Bijbel voorkomen: "Onze Vader" (Jesaja 63:16) en "Onze Koning" (Jesaja 33:22).
Het wordt meestal in beurtzang gezongen, dat wil zeggen dat de chazan (voorzanger) de eerste regel zingt, de gemeente de tweede regel (op dezelfde melodie), de chazan vervolgens de derde, de gemeente dan weer de vierde, enzovoorts. Vaak zijn er meerdere melodieën waarmee tijdens het zingen afgewisseld wordt. Met name de laatste regel is erg bekend en wordt ook afzonderlijk gezongen: Avinoe Malkenoe, choneenoe wa’aneenoe kie één banoe ma’asiem, asé iemanoe tsedaka wachesed wehosjie’eenoe:, "Onze Vader, onze Koning, wees ons genadig, verhoor ons, wij hebben geen daden waarop wij ons beroepen kunnen, maar toch, laat uw recht, dat U spreekt over ons, de mildheid kennen van uw trouw, ja, wil ons helpen."
Maar ook andere regels van Avinoe Malkenoe zijn bekend geworden, onder meer middels de bewerking gezongen door Barbra Streisand.

## Variaties
Er zijn wereldwijd veel varianten van dit gebed, maar altijd begint elke regel van dit gebed met de woorden "Avinoe Malkenoe", "Onze Vader, onze Koning". Zo kent de Sefardische (Spaanse en Portugese) traditie 29 verzen, de Syrische 31 of 32 verzen, de Jemenitische slechts 27 verzen, de Saloniki (Griekenland) heeft zelfs 53 verzen, de West-Asjkenazische 38 verzen, de Poolse traditie kent 44 verzen. Het gebed kent binnen een bepaalde traditie een drietal variaties: in het midden van het gebed staan 5 regels waarin wordt gevraagd om ingeschreven ("kotweenoe") te worden in het boek (van het leven), hetgeen vanaf Rosj Hasjana tot Jom Kipoer wordt uitgesproken. In de Avinoe Malkenoe-versie die aan het einde van Jom Kipoer, gedurende Ne'iela (het slotgebed) wordt uitgesproken wordt echter om de bezegeling ("chotmeenoe") gevraagd en niet meer de voorafgaande inschrijving. Tot slot wordt gedurende de rest van het jaar waarbij dit gebed tijdens vastendagen wordt uitgesproken, om herinnering ("zochreenoe") gevraagd.

## Transliteratie
De transliteratie van het oorspronkelijke Hebreeuws luidt de tekst van een versie die in Nederland veel gebruikt wordt, evenals de Sefardische traditie 29 verzen:
Avinoe Malkenoe, chatanoe lefanècha:

Avinoe Malkenoe, en lanoe Melech ella atta:

Avinoe Malkenoe, ase imanoe lema’an sjemècha:

Avinoe Malkenoe, chadesj alenoe sjana tova:

Avinoe Malkenoe, batel me’alenoe kol-gezerot kasjot:

Avinoe Malkenoe, kale dever vecherev vera’av me’alenoe:

Avinoe Malkenoe, selach oemechal lechol-avonotenoe:

Avinoe Malkenoe, hachazirenoe bitesjoeva sjelema lefanecha:

Avinoe Malkenoe, sjelach refoea sjelema lecholéj amecha:

Avinoe Malkenoe, zochrenoe bezichron tov lefanecha:

Avinoe Malkenoe, kotvenoe besefer chajiem toviem:

Avinoe Malkenoe, kotvenoe besefer ge’oela visjoe’a:

Avinoe Malkenoe, kotvenoe besefer parnassa vechalkalah:

Avinoe Malkenoe, kotvenoe besefer zechoejot:

Avinoe Malkenoe, kotvenoe besefer selicha oemechila:

Avinoe Malkenoe, hatsmach lanoe jesjoea bekarov:

Avinoe Malkenoe, harem keren Jisrael amecha:

Avinoe Malkenoe, male jadenoe mibirchotecha:

Avinoe Malkenoe, sjema kolenoe choes verachem alenoe:

Avinoe Malkenoe, kabel berachamiem oeveratson et-tefilatenoe:

Avinoe Malkenoe, petach sja’aréj sjamajiem litefilatenoe:

Avinoe Malkenoe, zechor ki afar anachnoe:

Avinoe Malkenoe, na al-tesjivenoe rekam milefanecha:

Avinoe Malkenoe, tehi hasja’a hazot sje’at rachamiem we’et ratson milefanecha:

Avinoe Malkenoe, chamol alenoe ve’al-olalanoe vetapenoe:

Avinoe Malkenoe, ase lema’an haroegiem al-jichoedecha ve’al-kidoesj sjemecha:

Avinoe Malkenoe, ase lema’ancha im-lo lema’anenoe:

Avinoe Malkenoe, ase lema’an rachamecha harbiem:

Avinoe Malkenoe, chonnenoe va’anenoe ki en banoe ma’asiem, ase imanoe tsedaka vachesed vehosji’enoe:

### Nederlandse Vertaling
Onze Vader, onze Koning, wij hebben gezondigd voor uw aangezicht.

Onze Vader, onze Koning, wij hebben geen die ons regeert dan u.

Onze Vader, onze Koning, wees met ons ter wille van Uw naam, die wij dragen.

Onze Vader, onze Koning, laat het nieuwe jaar voor ons een goed jaar worden.

Onze Vader, onze Koning, elk besluit dat hard en zwaar voor ons zou zijn om het te ondergaan, vernietig dat, neen, laat het niet over ons uitgesproken worden.

Onze Vader, onze Koning, laat ophouden elke beschikking over ziekte, over oorlog, over hongersnood, die tegen ons zou uitgesproken zijn.

Onze Vader, onze Koning, vergeef ons en scheld ons kwijt wat wij verkeerd deden.

Onze Vader, onze Koning, voer ons terug, in een volledige en algehele terugkeer tot U.

Onze Vader, onze Koning, geef een algehele genezing aan de zieken van Uw volk.

Onze Vader, onze Koning, vermeld onze naam ten goede.

Onze Vader, onze Koning, schrijf ons in in het boek van een goed leven.

Onze Vader, onze Koning, schrijf ons in in het boek van verlossing en hulp.

Onze Vader, onze Koning, schrijf ons in in het boek, waarin een goede beschikking valt over de mogelijkheid ons in leven te houden.

Onze Vader, onze Koning, laat wat wij goed deden voor ons opgetekend blijven.

Onze Vader, onze Koning, schrijf ons in in het boek van vergeving en kwijtschelding.

Onze Vader, onze Koning, laat er spoedig hulp voor ons ontstaan.

Onze Vader, onze Koning, geef Israël Uw volk zijn glorie.

Onze Vader, onze Koning, vul onze handen met Uw rijke gaven.

Onze Vader, onze Koning, hoor naar onze stem, wees ons een bescherming, schenk ons uw liefde.

Onze Vader, onze Koning, aanvaard ons gebed in liefde en laten de woorden van ons gebed Uw wil zijn.

Onze Vader, onze Koning, open de poorten van de hemel, opdat ons gebed er moge doordringen.

Onze Vader, onze Koning, denk er toch aan dat wij alleen maar stof zijn.

Onze Vader, onze Koning, laat ons niet onverhoord van U gaan.

Onze Vader, onze Koning, moge dit uur een uur zijn waarin Uw liefde en Uw welwillendheid waken over ons.

Onze Vader, onze Koning, ontferm u over ons en over onze kleine kinderen.

Onze Vader, onze Koning, doe het ter wille van die vermoord werden, omdat ze de eenheid van Uw naam verkondigden en als martelaren stierven.

Onze Vader, onze Koning, doe het om Uwentwil en niet om de onze.

Onze Vader, onze Koning, doe het om Uw liefde, die zo groot is.

Onze Vader, onze Koning, wees ons genadig, verhoor ons, wij hebben geen daden waarop wij ons beroepen kunnen, maar toch, laat Uw recht, dat Gij spreekt over ons, de mildheid kennen van Uw trouw, ja, wil ons helpen.